# 1-ше крило тактичної авіації (Польща)
1-ше крило тактичної авіації (пол. 1 Skrzydło Lotnictwa Taktycznego (BLMW)) — основою підрозділу послужила 3-я винищувально-бомбардировальна авіаційна дивізія. Організаційний підрозділ розташований у місті Свідвині.

## Історія
З 01.01.2009 1-а бригада тактичної авіації стала 1-м тактичним авіаційним крилом.
З 1 січня 2014 року в результаті реформування командних структур підрозділ перейшов до Головного командування Збройних Сил.
Рішенням № 431 / ПН від 15 грудня у флігелі запроваджено відмітний знак у двох варіантах: на парадну форму та польову.

## Командири
- бригадний генерал Стефан Рутковський (1 січня 2009 – 23 липня 2010)
- полковник Євгеніуш Гардас (23.VII.2010 -?)
- полковник Войцех Пікула (? - 15 березня 2011 р.)
- бригадний генерал Тадеуш Мікутель (15 березня 2011 - 7 вересня 2015)
- полковник Росцислав Степанюк (07.09.2015 - 11.01.2017)
- бригадний генерал Іренеуш Старжинський (11 січня 2017 – 1 лютого 2019)
- бригадний генерал Мацей Трелка (з 1 лютого 2019 року)